# Viento de cólera
Viento de cólera és una pel·lícula espanyola dirigida el 1989 per Pedro de la Sota, autor també del guió, i produïda per Euskal Irrati Telebista. És el primer llargmetratge de Pedro de la Sota, documentalista i besnet de l'industrial basc Ramón de la Sota.

## Argument
León de Balanza, capità fugit del Perú i de camí a Itàlia, fa un alt a la Vall de Baztan per a reclamar les terres de l'herència de la seva bastardia. La negativa a entregar-se-les del vell Balanzategui, encarregat de curar les terres, desencadena un conflicte que acaba amb la venjança de les dues filles de Balanzategui.

## Repartiment
- Juan Echanove - Balanza
- Pedro Mari Sánchez -El Cabo
- Emma Penella -	Sagrario
- Nelson Villagra -Andrés Balanzategui
- Aitana Sánchez-Gijón - María
- Francisco Merino -Cura
- Amaia Merino - Andrea

## Acollida
Fou acollit amb fredor al Festival Internacional de Cinema de Sant Sebastià. Tanmateix, Juan Echanove fou nominat als Fotogramas de Plata 1989 al millor actor i en la V Setmana de Cinema Espanyol de Múrcia la pel·lícula va obtenir el Premi a la Millor Direcció i el Premi a la Millor Actriu per Aitana Sánchez Gijón.